# Gare de Valence-Sant Isidre
Pour les articles homonymes, voir Gare de Valence.
La gare de Valence-Sant Isidre est une gare ferroviaire espagnole située dans le quartier de San Isidre,  à côté de la rue Gremis, dans la banlieue sud de Valence
Elle est le terminus des lignes C-3 et C-4 ainsi que de la ligne régionale L-5. 

## Histoire
Pour préparer l'arrivée de la LGV Levante à la Gare de Valence-Nord qui reliera Cuenca et Madrid à grande vitesse après la fin de la construction de la ligne et la fin des travaux dans la gare, la Gare de Valence-Sant Isidre devient la gare terminal pour les lignes de banlieues C-3 et C-4 ainsi que pour la ligne régional L-5 entre Cuenca et Valence.
C'est une station temporaire qui devrait devenir intermodale en décembre 2009 à la fin des travaux d'extension et lorsqu'elle sera connectée aux lignes 1 et 5 du Métro de Valence.

## Service des voyageurs

### Desserte
Cercania :
| Voies | Trains | Destination                                    |
| ----- | ------ | ---------------------------------------------- |
| 1     | L-5    | Utiel Xirivella - L'Alter Cuenca/Madrid-Atocha |
| 2     |        | Utiel Xirivella - L'Alter                      |
| 3     |        | Utiel Xirivella - L'Alter                      |

Une seule ligne régional, Media Distancia Renfe, à destination de Madrid :
| Ligne | Destination          | Matériel |
| ----- | -------------------- | -------- |
| L-5   | Cuenca/Madrid-Atocha | 592      |

### Intermodalité
Métro de Valence :
| Ligne | Destination                                                      |
| ----- | ---------------------------------------------------------------- |
|       | Lliria - Paterna                                                 |
|       | Marítim Serrería - Aéroport de Valence-Manises/Avenue de Torrent |